# 張維機
张维机（？—1644年），字子发，張维枢之弟，福建晉江縣人，明朝政治人物，同進士出身。

## 生平
天启五年（1625年），登乙丑进士，选庶吉士，授翰林院檢討，之後升任右春坊右谕德，兼翰林院侍读。后升任少詹兼侍读学士、禮部侍郎，兼翰林院侍读学士，教习庶吉士。崇禎末年官官吏部侍郎。李自成破北京，張維機慘遭拷打，奪刀自刎死。